# Balami
AMĪRAK BALʿAMĪ, nome dado à ABŪ ʿALĪ MOḤAMMAD Abu Ali Muhammad (em persa: ابو علی محمد) (também chamado Baḷʿamī-e Kūček “o menor, mais jovem"), filho de Abu’l-Fażl Moḥammad b. ʿObaydallāh Baḷʿamī Abu Ali Muhammad ibn Obaydallah (em persa: ابو علی محمد ابن عبیدالله) (também chamado Baḷʿamī-e Bozorg “o maior, mais idoso”); ambos serviram como vizires dos samânidas. Mais conhecido como Balami (em persa: بلعمی; lit.  "Bal'ami "), foi um historiador, escritor e vizir persa para os samânidas. Nasceu em Lasjerde no distrito de Merve, uma cidade no Afeganistão moderno. Seu trabalho mais famoso é Tarikh-e Bal'ami, que é uma tradução da "História dos Profetas e dos Reis"  (Tarikh al-Rusul wa al-Muluk) de Atabari. Contém material complementar, alguns dos quais não são encontrados em nenhum outro lugar. Tendo sido escrito em 963, é o mais antigo trabalho em prosa do novo persa depois do prefácio do Xanamé de Abu Almançor.